# 八幡山 (福井県)
八幡山（はちまんやま）は、福井県福井市にある山である。標高131mで足羽山、兎越山に並ぶ足羽三山の1つである。
山頂には車で行ける展望台や公園があり市内東・南部を一望できる。福井市東部の東山と並んで市内有数の夜景スポットである。

## 施設
公園が2カ所ある。
- 月見公園は山の東部にあり、市中心部を展望できる。
- 山頂公園は名の通り山頂にある。展望台があり、公園には新しいトイレがある。
- 公園の奥にはおさごえ民家園に通じる階段が設置されている。

## 登り口
八幡山には6カ所の登り口があり、3カ所は車で登れるようになっている。